# Hålsjön (Folkärna socken, Dalarna)
Hålsjön är en sjö i Avesta kommun i Dalarna och ingår i Dalälvens huvudavrinningsområde.